# Satèl·lit pastor
Els satèl·lits pastors són  llunes xicotetes dels planetes gegants, la influència gravitatòria dels quals confina el material en alguns anells planetaris a regions molt estretes. El material de l'anell que orbita prop del satèl·lit pastor és normalment enviat novament sobre l'anell, una altra part del material de l'anell és expulsat cap a l'exterior o acaba caient sobre el satèl·lit pastor.

## Principals satèl·lits pastors en el sistema solar

### MetisiAdrastea
Pasturen un dels anells interiors de Júpiter.
En estar ambdós satèl·lits en l'interior del límit de Roche del planeta, és possible que el material de l'anell provinga dels mateixos satèl·lits, ja que estos es troben en condicions pròximes a la ruptura pels efectes de marea de Júpiter.

### Pandora i Prometeu

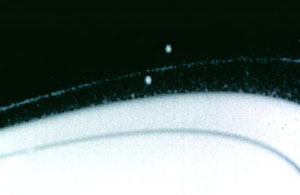
Imatge de Pandora i Prometeu custodiant l'anell F de Saturn

Pandora i Prometeu són dos satèl·lits irregulars de Saturn que confinen gravitacionalment l'anell F. La influència gravitatòria d'ambdós confinen l'anell F en una fina franja de material. Pandora és el satèl·lit exterior i Prometeu, una miqueta més gran, el satèl·lit interior.
La majoria dels buits en els anells de Saturn són causats per la presència de satèl·lits pastors. Mimas, per exemple, és responsable de l'existència del major d'aquests, la divisió Cassini. També Atles és un satèl·lit pastor de l'anell A de Saturn.

### Cordèlia i Ofèlia

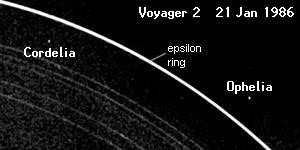
Imatge del Voyager 2 presa el 21 de gener de 1986

Cordèlia i Ofèlia actuen com a satèl·lits pastors interior i exterior respectivament de l'anell èpsilon d'Urà.

### Galatea en Neptú
La lluna de Galatea de Neptú pareix responsable de mantenir en el seu lloc l'anell Adams perquè viatja uns pocs quilòmetres per davall d'aquest. És possible que la resta dels anells estiguen pasturats per altres satèl·lits encara no descoberts.

## Satèl·lits pastors i divisions en els anells

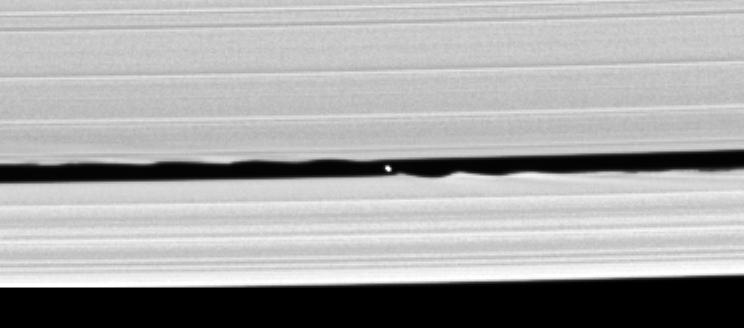
Imatge del satèl·lit S/2005 S 1 obtinguda per la sonda Cassini mostrant les ones induïdes en les vores de la divisió Keeler

A banda de mantindre als anells en el seu lloc, els satèl·lits pastors també poden causar les divisions observades en els anells. Així, en l'anell A de Saturn, la divisió d'Encke és causada pel satèl·lit Pan i la divisió de Keeler és causada pel satèl·lit S/2005 S 1.